# Andreas av Regensburg
Andreas av Regensburg var en tysk historieskrivare.
Andreas var sedan 1410 kanik i Regensburg, och författade Chronica de principibus terræ Bavarorum, ett för husiterkrigens historia värdefullt arbete.